# .ch
.ch è il dominio di primo livello nazionale assegnato alla Svizzera.
È amministrato dalla fondazione SWITCH, che gestisce anche il dominio .li.
Secondo EuropeID, il dominio .ch ha attratto investimenti anche dalla Cina, per via dell'associazione con il nome inglese del paese.
Nel 2015 è stato creato il dominio .swiss.